# Brachygastra moebiana
Brachygastra moebiana är en getingart som först beskrevs av Henri Saussure 1867.  Brachygastra moebiana ingår i släktet Brachygastra och familjen getingar. Inga underarter finns listade.